# Minh Lương, Văn Bàn
Minh Lương là một xã thuộc huyện Văn Bàn, tỉnh Lào Cai, Việt Nam.
Xã Minh Lương có diện tích 35,4 km², dân số năm 1999 là 3.615 người, mật độ dân số đạt 102 người/km².